# プリチー
『プリチー』は、アカシックのミニアルバム。2014年10月8日にCOCONOE RECORDSから発売された。

## 収録曲
1. Galaxy Bang
2. プリチー
3. ヨコハマクール
4. スーパーサマーライン～消えたはずのセレブのあいつ～
5. 美人ビジネス
6. ピンク
7. アルカイックセンチメント
8. 鶺鴒